# 杜喬·迪·博尼塞尼亞
杜乔·迪·波尼赛尼亚（Duccio di Buoninsegna，約1255年—約1318年），又譯杜奇歐、杜奇奧，他是Buonisegna的儿子， 出生于13世纪中期以后。他是中世纪意大利最具影响力的画家之一，被称为锡耶纳画派的创始人。

## 生平
杜乔的作品有着强烈的拜占庭元素和哥特式风格，特别是和巴列奥略王朝（拜占庭的最后一个王朝）的文化有着密切的联系。关于他的凭证可以追溯到1278年，现在已经失去了这些凭证。他现在留下的最早的一幅作品风格在明暗的运用上带有强烈的契马布埃的痕迹,现存于都灵的Sabauda画廊。然而在这幅杜乔年轻时所作的早期作品相比契马布埃，注入了新的元素：不属于佛罗伦萨惯例的丰富的色彩（例如粉红色的小礼服，身着酒红色长袍的圣母），画中人物如小土豆似的鼻子显得更加甜美和稚嫩，但这些都只是细节，表面上它还是属于契马布埃的样式。

## 作品
其代表作是镶板画《有六位天使环绕的宝座上圣母与圣婴》（Ruccilai Madonna），原置于佛洛伦萨新圣母大教堂，现存于乌菲齐美术馆。另有在十四世纪早期颇为轰动的作品《圣母像》（Maesta）现存于锡耶纳主教座堂。